# Pterocomma tibetasalicis
Pterocomma tibetasalicis är en insektsart. Pterocomma tibetasalicis ingår i släktet Pterocomma och familjen långrörsbladlöss. Inga underarter finns listade i Catalogue of Life.